# Camp Foster
Le Camp Foster, aussi connu comme le Camp Zukeran (japonais : キャンプ瑞慶覧), est une base de l’United States Marine Corps situé à Ginowan, Japon.

## Installations
Cette base fait partie du complexe militaire Marine Corps Base Camp Smedley D. Butler (en) et nommé d'après le récipiendaire de la Medal of Honor William A. Foster (en). Le Camp Foster sert de quartier général au Marine Corps Base Camp Smedley D. Butler et de bureau à Okinawa des United States Forces Japan.
Parmi ses équipements, on trouve un bowling, un skate parc, un centre des arts et une salle de cinéma. La base exploite trois écoles: les écoles élémentaires de Zukeran et Killin et le lycée Kubasaki High School (en). Les unités de logement de la base comprennent Kishaba, Chatan, Futenma, Plaza et Sada.

## Histoire
Depuis octobre 2013, une enquête est en cours sur la pollution des sols dans l'enceinte de la base et ses possibles conséquences sur l'environnement.

## Unités
- 3rd Medical Battalion (en)
- Marine Wing Support Group 17 (en)
- Marine Wing Headquarters Squadron 1 (en)
- Marine Wing Communications Squadron 18 (en)
- Combat Logistics Regiment 3 (en)
- Combat Logistics Battalion 4 (en)
- United States Naval Hospital Okinawa